# Generali Open Kitzbühel 2018
Generali Open Kitzbühel 2018 — тенісний турнір, що проходив на ґрунтових кортах у місті Кіцбюель, Австрія з 30 липня. Належав до категорії ATP World Tour 250, був турніром серії Austrian Open Kitzbühel 2018 року.

## Фінальна частина

### Одиночний розряд
Мартін Кліжан —  Денис Істомін 6–2, 6–2

### Парний розряд
Роман Єбави /  Андрес Мольтені —  Даніеле Браччалі /  Федеріко Дельбоніс 6–2, 6–4